# Parafia św. Brata Alberta w Myślenicach
Parafia św. Brata Alberta w Myślenicach – parafia archidiecezji krakowskiej Kościoła katolickiego obrządku łacińskiego wchodząca w skład dekanatu Myślenice.

## Historia
Parafia została założona w 1993 przez kardynała Franciszka Macharskiego. Kościołem parafialnym jest kościół pw. św. Brata Alberta znajdujący się w Myślenicach w dzielnicy Osiedle Tysiąclecia pod Plebańską Górą. Wybudowany został w latach 1990–2000, a konsekrowany w 2000.
W głównym ołtarzu kościoła znajduje się kamień przywieziony z Watykanu. Obecnie proboszczem parafii jest ksiądz Władysław Zapotoczny.

## Zasięg parafii
Do parafii należy 4300 wiernych z dzielnicy Osiedle Tysiąclecia w Myślenicach.